# The Craft : Les Nouvelles Sorcières
Série The Craft
Dangereuse Alliance
(1996)
Pour plus de détails, voir Fiche technique et Distribution.
The Craft : Les Nouvelles Sorcières, ou Magie Noire : Les Nouvelles Sorcières au Québec (The Craft: Legacy) est un film fantastique américain écrit, co-produit et réalisé par Zoe Lister-Jones, sorti en 2020.
Il s'agit d'une suite du film Dangereuse Alliance d'Andrew Fleming (1996). Il met en scène une nouvelle génération de sorcières interprétée par les actrices Cailee Spaeny, Gideon Adlon, Lovie Simone et Zoey Luna. L'actrice Fairuza Balk y reprend également le rôle de Nancy Downs, le temps d'une apparition.
Prévu pour une sortie au cinéma, le film est finalement distribué en vidéo à la demande aux États-Unis en raison de la pandémie de Covid-19. Il est néanmoins sorti au cinéma dans le reste du monde, mais a vu son exploitation affectée par la pandémie dans plusieurs pays, dont la France. Comme son prédécesseur, il a divisé la critique américaine.

## Synopsis
Lily est une lycéenne solitaire dont la vie change quand sa mère, Helen, décide d'emménager avec son petit ami, Adam. Néanmoins, le comportement étrange de ce dernier, ainsi que le harcèlement dont elle est victime au lycée, notamment de la part de Timmy Andrews, ne vont pas faciliter les choses.
Mais au lycée, Lily va faire la rencontre de Frankie, Tabby et Lourdes, un trio qui pratique la sorcellerie. Pour compléter leur coven, les filles ont besoin d'un membre supplémentaire et Lily est la candidate parfaite ! Néanmoins, Lily et son groupe vont vite devoir faire face à des événements étranges, comme la mort de Timmy Andrews...

## Fiche technique
Sauf indication contraire, les informations mentionnées dans cette section peuvent être confirmées par la base de données cinématographiques IMDb,  présente dans la section « Liens externes ».
- Titre original : The Craft: Legacy
- Titre français : The Craft : Les Nouvelles Sorcières
- Titre québécois : Magie Noire : Les Nouvelles Sorcières
- Réalisation : Zoe Lister-Jones
- Scénario : Zoe Lister-Jones, d'après le scénario de Dangereuse Alliance par Andrew Fleming et Peter Filardi
- Musique : Heather Christian
- Direction artistique : Andrea Kristof et Paul Moyle
- Décors : Hillary Gurtler
- Costumes : Avery Plewes
- Photographie : Hillary Spera
- Montage : Libby Cuenin
- Production : Jason Blum, Douglas Wick et Lucy Fisher

Production déléguée : Andrew Fleming, Lucas Wiesendanger, Daniel Bekerman, Beatriz Sequeira, Jeanette Volturno, Couper Samuelson, Zoe Lister-Jones et Natalia Anderson
- Sociétés de production : Blumhouse Productions et Red Wagon Entertainment
- Sociétés de distribution : Columbia Pictures (Sony Pictures Entertainment) (États-Unis) ; Sony Pictures Releasing France (France)
- Pays d'origine :  États-Unis
- Langues originales : anglais
- Format : couleur
- Genre : fantastique
- Durée : 97 minutes
- Dates de sortie :
  - Canada, États-Unis : 28 octobre 2020 (vidéo à la demande)
  - Belgique, France, Suisse romande : 28 octobre 2020 (sortie nationale)
- Classification :
  - États-Unis : PG-13 (Déconseillé aux moins de 13 ans, accord parental fortement recommandé)
  - Québec : Général (Déconseillé aux jeunes enfants)
  - France : Tous publics
  - Belgique : Potentiellement préjudiciable jusqu'à 12 ans
  - Suisse : Interdit aux moins de 12 ans (Âge suggéré 14 ans +)

## Distribution
- Cailee Spaeny (VF : Clara Quilichini) :  Lilith « Lily » Schechner
- Gideon Adlon (VF : Joséphine Ropion) : Frankie
- Lovie Simone (VF : Fily Keita) : Tabby
- Zoey Luna (VF : Elsa Bougerie) : Lourdes
- Nicholas Galitzine (VF : Arnaud Laurent) : Timmy Andrews
- Michelle Monaghan (VF : Ingrid Donnadieu) : Helen Schechner
- David Duchovny (VF : Georges Caudron) : Adam Harrison
- Donald MacLean Jr. (VF : Jim Redler) : Isaiah Harrison
- Charles Vandervaart (VF : Maxime Baudoin) : Jacob Harrison
- Julian Grey (VF : Julien Crampon) : Abe Harrison
- Fairuza Balk (VF : Barbara Tissier) : Nancy Downs

 Source et légende : version française (VF) sur RS Doublage

## Production

### Développement
À la suite du succès du film Dangereuse Alliance en 1996, le développement d'une suite direct-to-video est lancé par Sony Pictures mais est rapidement annulé. En 2016, le studio annonce vouloir produire un remake du film. Mais le projet reçoit un accueil majoritairement négatif, autant par les fans que par les acteurs, et le studio arrête de communiquer dessus.
En mars 2019, le producteur Jason Blum annonce qu'il va produire une nouvelle version du film via sa société Blumhouse Productions. Le projet est annoncé comme un reboot car il ne devrait pas reprendre la même histoire que l'originale. Zoe Lister-Jones est engagée pour réaliser et écrire le film.
En septembre 2020, Sony Pictures dévoile la première bande annonce du film et confirme qu'il ne sera finalement pas un reboot mais une suite se déroulant dans la continuité du premier film avec une nouvelle génération de personnages.

### Attribution des rôles
En juin 2019, l'actrice Cailee Spaeny rejoint la distribution du film pour le rôle de l'une des nouvelle sorcière. Trois mois plus tard, Gideon Adlon, Lovie Simone et Zoey Luna viennent compléter le quatuor. En octobre, Michelle Monaghan et David Duchovny rejoignent la distribution avec Nicholas Galitzine et Julian Grey, avant que Donald MacLean Jr. ne signe le mois suivant.

### Musique
La musique du film est composée par Heather Christian. Un album contenant ses compositions est édité par Madison Gate Records.
Liste des titres
| 1.    | Mfrkn Reckoning         | 1:40 |
| 2.    | Premonition             | 0:51 |
| 3.    | The Fourth              | 3:35 |
| 4.    | Coven Theme             | 2:53 |
| 5.    | Come Here               | 2:33 |
| 6.    | Gone Forever            | 2:34 |
| 7.    | A Hard Decision         | 3:02 |
| 8.    | The Underside           | 1:57 |
| 9.    | Proof                   | 4:19 |
| 10.   | Faded Meditation        | 4:19 |
| 11.   | Let Me Take Your Burden | 2:04 |
| 12.   | Air Fire Water Earth    | 3:17 |
| 13.   | Grace Chorale           | 4:13 |
| 37:23 |                         |      |

## Accueil

### Sorties
Lors de l'annonce du film, Sony Pictures fixe sa sortie au mois d'octobre 2020 au cinéma. Néanmoins, à cause de la pandémie de Covid-19 et ses conséquences sur l'industrie cinématographique, le studio annule la sortie du film au cinéma et décide de le sortir directement en vidéo à la demande le  28 octobre aux États-Unis et au Canada. Dans plusieurs pays, le film conserve sa sortie au cinéma, comme c'est le cas en France.

### Critiques
Aux États-Unis, le film divise les critiques. Sur le site agrégateur de critiques Rotten Tomatoes, il obtient un score de 46 % de critiques positives, avec une note moyenne de 5,40/10 sur la base de 39 critiques positives et 46 négatives. Le consensus critique établi par le site résume que « même si la réalisatrice Zoe Lister-Jones réussit à créer une nouvelle vision pour la jeunesse d'aujourd'hui, le film pourrait seulement plaire aux fans de l'original ». Sur Metacritic, il obtient un score de 66/100 sur la base de 23 critiques collectées.

### Box-office
| Pays ou région | Box-office     | Date d'arrêt du box-office | Nombre de semaines |
| -------------- | -------------- | -------------------------- | ------------------ |
| France         | 23 081 entrées | 29 octobre 2020            | 1                  |
| Mondial        | 2 012 769 $    | -                          | -,                 |

À cause de la pandémie de Covid-19, le box-office du film a été touché dans plusieurs pays :
- Aux États-Unis et au Canada, la sortie au cinéma du film a été annulée et remplacée par une sortie en vidéo à la demande. Le film n'a donc réalisé aucun bénéfice au cinéma dans ces pays[1].
- En France, le film est sorti au cinéma le 28 octobre 2020. Néanmoins, son exploitation est interrompue le 30 octobre 2020 par le confinement de la population, ordonné la veille par le gouvernement. Le film est donc resté à l'affiche seulement deux jours dans le pays[17].
- En plus de la France, plusieurs pays européens dans lesquels le film est sorti au cinéma annoncent la fermeture de leurs salles, comme le Royaume-Uni, l'Allemagne ou encore l'Italie, affectant donc les résultats du film[2].